# Joseph Daul
Joseph Daul (n. 13 aprilie 1947, Strasbourg) este din 8 octombrie 2013 președintele Partidului Popular European.

## Cariera politică
În perioada 1999-2014 a fost membru al Parlamentului European din partea Franței. Și-a început cariera politică în anul 1989, când a fost ales primar al comunei alsaciene Pfettisheim, funcție pe care a deținut-o până în anul 2001.

## Varia
Daul vorbește franceza și alsaciana, o variantă a limbii germane.